# Ivo Perelman

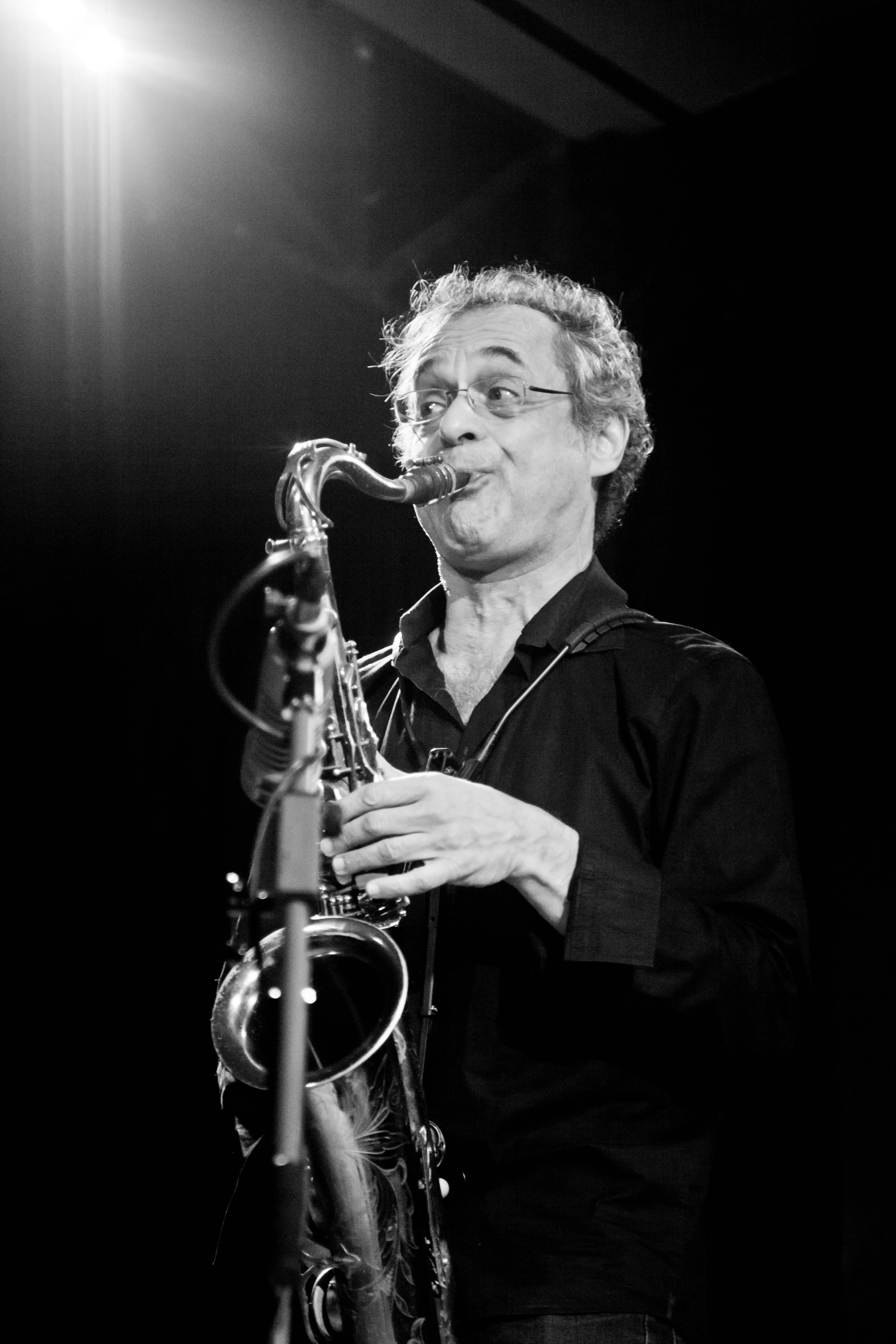
Ivo Perelman, 2017

Ivo Perelman (* 12. Januar 1961 in São Paulo) ist ein brasilianischer Jazzmusiker (Tenorsaxophon, Flöte, Komposition) und Maler.

## Leben und Wirken
Perelman gab als Wunderkind auf der Gitarre schon ab dem neunten Lebensjahr klassische Konzerte. Er lernte als weitere Instrumente Piano, Cello, Posaune und Klarinette, studierte dann jedoch Architektur. Erst nach einer mehrjährigen Orientierungsphase, auf der er durch Kanada, Israel, Italien und die USA reiste, nahm er in Los Angeles ein Musikstudium auf, wobei er sich auf die Querflöte konzentrierte. An der Westküste wurde er zu einem Partner von Popmusikern. Auf seinem Debütalbum „Ivo“ (ITM Records 1989) spielte er mit Airto Moreira, Flora Purim, Eliane Elias, John Patitucci, Don Preston und Peter Erskine.
Weiterhin nahm er mit Paul Bley, Don Pullen, Fred Hopkins und Andrew Cyrille („Children of Ibeji“, Enja 1992) auf. Er hat auch mit Mino Cinelu, Naná Vasconcelos, Reggie Workman, Dominic Duval, William Parker, Rashied Ali, Louis Sclavis und Elton Dean zusammengearbeitet, ab den 2010er-Jahren häufig mit Matthew Shipp (Garden of Jewels, 2021). Seine hymnische Ekstase auf dem Tenorsaxophon erinnert ein wenig an Gato Barbieri.
Seit Mitte der 1990er Jahre ist Perelman auch als bildender Künstler tätig. Er hat international ausgestellt; seine Bilder finden sich im Miniature Museum of Modern and Contemporary Art in Amsterdam ebenso wie im Brooklyn Jewish Arts in New York City.

## Diskographie (Auswahl)
- Man of the Forest (GM Recordings; 1994, mit Joanne Brackeen, Mark Helias, Billy Hart, Duduka da Fonseca, Nana Vasconcelos, Cyro Baptista, Guilherme Franco)
- Blue Monk Variations (Cadence; 1996)
- Sad Life (Leo Lab, mit Rashid Ali & William Parker; 1996)
- The Hammer (Leo, mit Jay Rosen; 1998)
- The Seven Energies of the Universe (Leo, mit Joseph Scianni, Jay Rosen; 1998; ed. 2001)
- Black on White (mit Dominic Duval, Jackson Krall, 2004)
- The Ventriloquist (Leo, mit Louis Sclavis, Paul Rogers, Ramón López, Christine Wodrascka; 2001; ed. 2002/2005)
- The Complete Ibeji Sessions (Editio Princeps; 2008; rec. 1994/95, mit Lelo Nazário, Rodolfo Stroeter, Evaldo Guedes, Zé Eduardo Nazário)
- Awakening (Delmark; 2011)
- Ivo Perelman / Joe Morris / Gerald Cleaver Family Ties (Leo; 2012)
- Ivo Perelman / Matthew Shipp The Art of the Duet, Volume One (Leo; 2013)
- Ivo Perelman / Matthew Shipp / Michael Bisio / Whit DickeyThe Edge (Leo; 2013)
- Serendipity (Leo, mit Matthew Shipp, William Parker, Gerald Cleaver; 2013)
- A Violent Dose of Anything (Leo, mit Matthew Shipp und Mat Maneri; 2013)
- Book of Sound (Leo 2014, mit Matthew Shipp, William Parker)
- Ivo Perelman / Mat Maneri Two Men Walking (Leo; 2014)
- The Other Edge (Leo, mit Matthew Shipp, Michael Bisio, Whit Dickey; 2014)
- Ivo Perelman / Karl Berger Reverie (Leo; 2014)
- Ivo Perelman / Matthew Shipp / Joe Hertenstein: Scalene (Leo Records, 2017)
- Ivo Perelman / Jason Stein: Spiritual Prayers (Leo Records, 2018)
- Kindred Spirits (2018, mit Rudi Mahall)
- Ivo Perelman / Matthew Shipp: Live in Nuremberg (SMP Records, 2019)
- Ivo Perelman / Matthew Shipp: Amalgam (Mahakala Music, 2020)
- Ivo Perelman / Matthew Shipp / Joe Morris: Shamanism (Mahakala Music, 2020)
- Ivo Perelman & Arcado String Trio: Deep Resonance (2020)
- Brass and Ivory Tales (2021)
- (D)ivo Saxophone Quartet: (D)ivo (Mahakala Music, 2022)
- Ivo Perelman / Matthew Shipp: Fruition (2022)
- Chad Fowler, Ivo Perelman, Zoh Amba, Matthew Shipp, William Parker, Steve Hirsh: Alien Skin (2022)
- Ivo Perelman / Matt Moran: Tuning Forks (Ibeji Music, 2023)
- Ivo Perelman, Ray Anderson, Joe Morris, Reggie Nicholson: Molten Gold (2023)
- Ivo Perelman, Dave Burrell & Bobby Kapp: Trichotomy (Mahakala Music, 2023)
- Seven Skies Orchestra (Fundacja Słuchaj, 2023)
- Ivo Perelman & James Emery: The Whisperers (Mahakala Music, 2023)
- Ivo Perelman / Mark Helias / Tom Rainey: Truth Seeker (Mahakala Music, 2024)
- Chad Fowler / Reggie Workman / Andrew Cyrille: Embracing the Unknown (Mahakala Music, 2024)
- Ivo Perelman / Barry Guy / Ramón López: Interaction (Ibeji, 2024)
- Ivo Perelman, Ken Vandermark, Joe McPhee: Oxygen (Mahakala Music, 2025)
- Ivo Perelman & Tyshawn Sorey: Parallel Aesthetics (Mahakala, 2025)
- Ivo Perelman & Matthew Shipp String Trio: Armageddon Flower (TAO Forms, 2025)